# Lay (Loire)
Pour les articles homonymes, voir Lay.
Lay est une commune française située dans le département de la Loire en région Auvergne-Rhône-Alpes.

## Géographie
Lay se trouve au centre d'un petit gisement houiller qui longe la vallée de l'Écoron et fut exploité de la fin du XVIIIe au début du XXe siècle. Plusieurs concessions se trouvaient sur le territoire de Lay, de Saint-Symphorien (Charbonnière), de Fourneaux (le Désert) et de Régny. En 1858, les différents puits de mines ont livré environ 50 000 tonnes de charbon.

### Climat
Pour des articles plus généraux, voir Climat d'Auvergne-Rhône-Alpes et Climat de la Loire.
En 2010, le climat de la commune est de type climat des marges montargnardes, selon une étude du Centre national de la recherche scientifique s'appuyant sur une série de données couvrant la période 1971-2000. En 2020, Météo-France publie une typologie des climats de la France métropolitaine dans laquelle la commune est exposée à un climat de montagne ou de marges de montagne et est dans la région climatique Nord-est du Massif Central, caractérisée par une pluviométrie annuelle de 800 à 1 200 mm, bien répartie dans l’année.
Pour la période 1971-2000, la température annuelle moyenne est de 10 °C, avec une amplitude thermique annuelle de 15,8 °C. Le cumul annuel moyen de précipitations est de 804 mm, avec 10 jours de précipitations en janvier et 7,1 jours en juillet. Pour la période 1991-2020, la température moyenne annuelle observée sur la station météorologique de Météo-France la plus proche, « Fourneaux », sur la commune de Fourneaux à 4 km à vol d'oiseau, est de 11,7 °C et le cumul annuel moyen de précipitations est de 900,1 mm,. Pour l'avenir, les paramètres climatiques de la commune estimés pour 2050 selon différents scénarios d'émission de gaz à effet de serre sont consultables sur un site dédié publié par Météo-France en novembre 2022.

## Urbanisme

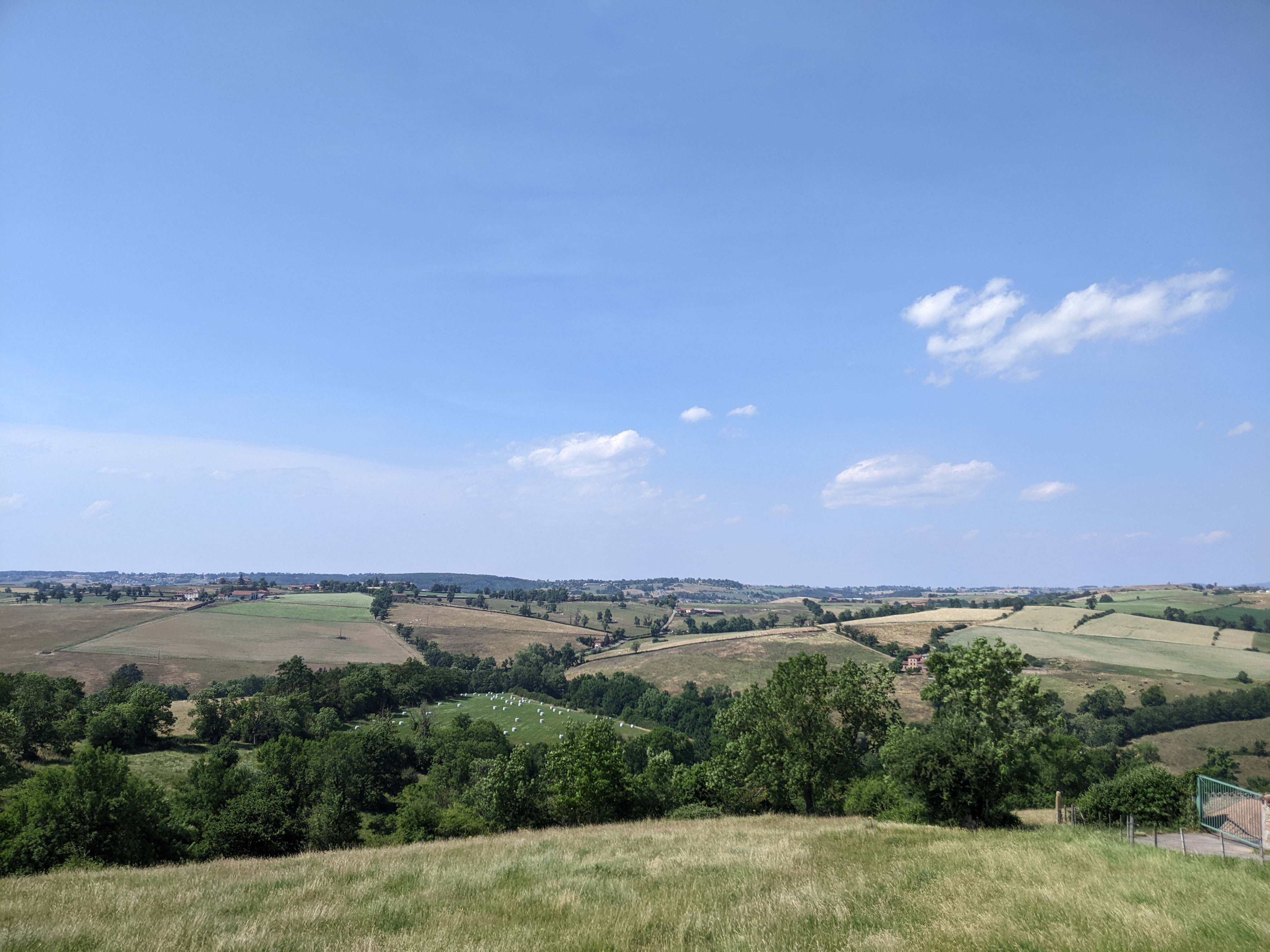
Vue du paysage de la commune au nord du village.

### Typologie
Au 1er janvier 2024, Lay est catégorisée bourg rural, selon la nouvelle grille communale de densité à sept niveaux définie par l'Insee en 2022.
Elle est située hors unité urbaine. Par ailleurs la commune fait partie de l'aire d'attraction de Roanne, dont elle est une commune de la couronne,. Cette aire, qui regroupe 88 communes, est catégorisée dans les aires de 50 000 à moins de 200 000 habitants,.

### Occupation des sols
L'occupation des sols de la commune, telle qu'elle ressort de la base de données européenne d’occupation biophysique des sols Corine Land Cover (CLC), est marquée par l'importance des territoires agricoles (92,6 % en 2018), une proportion sensiblement équivalente à celle de 1990 (93,3 %). La répartition détaillée en 2018 est la suivante : 
prairies (77,6 %), zones agricoles hétérogènes (15 %), zones urbanisées (3,9 %), forêts (3,4 %). L'évolution de l’occupation des sols de la commune et de ses infrastructures peut être observée sur les différentes représentations cartographiques du territoire : la carte de Cassini (XVIIIe siècle), la carte d'état-major (1820-1866) et les cartes ou photos aériennes de l'IGN pour la période actuelle (1950 à aujourd'hui).

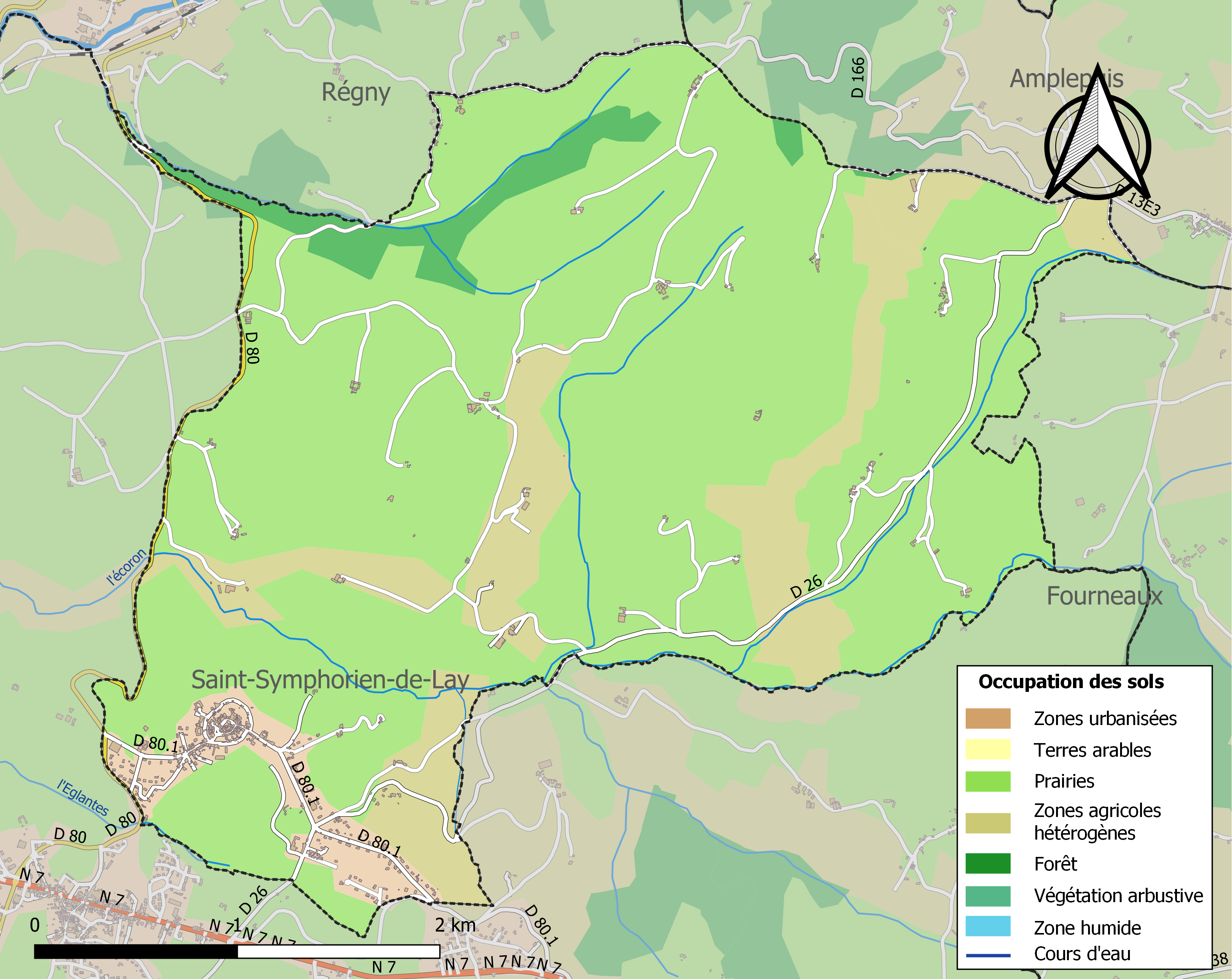
Carte des infrastructures et de l'occupation des sols de la commune en 2018 (CLC).

## Histoire
Le site de Lay est très ancien : un trésor constitué par 1127 pièces de monnaie romaines en argent datant du IIIe siècle y a été découvert en 1949. Un tertre circulaire qui se trouve dans le parc du château de la Verpillère pourrait être le reste d'une motte féodale portant un ancien château fort, ce qui expliquerait le nom du site : « Château vieux ».
Dès le XIe siècle, Lay est une châtellenie appartenant à une puissante famille de chevaliers, les Aymon de Lay. Ils sont célèbres par leurs conflits avec les abbés de Savigny (Rhône). Un accord intervient en 1120, un membre de la famille, Ponce de Lay, devenant abbé de Savigny.
Aux XIIe et XIVe siècles, Lay est une ville importante du Beaujolais. Sa position sur une éminence la destinait à servir de place forte à proximité du territoire des comtes du Forez. Guichard de Beaujeu y établit le siège de la quatrième prévôté du Beaujolais. La juridiction du prévôt s'étendait sur Lay, Saint-Symphorien, Sainte-Marguerite de Neaux et une partie des 7 paroisses voisines. En 1345, au début de la guerre de Cent Ans, il autorise sa fortification à la requête des habitants. Ses remparts ne l'empêcheront cependant pas, vingt ans plus tard, de tomber aux mains des Tard-Venus, une bande de routiers commandée par Germain de Pommiers, qui la mettent au pillage (1368).
Au XVIe siècle, pendant les guerres de religion, c'est au tour des huguenots commandés par Briquemont, un des lieutenants de Coligny, de s'emparer de la ville en 1570 et de la piller ; c'est de là qu'ils partirent pour piller aussi le château de l'Aubepin sur la commune de Fourneaux.
Le déclin commence au XVIIe siècle, alors que la grande route du Bourbonnais rectifiée s'éloigne de la petite ville et avantage le bourg tout proche de Saint-Symphorien. Lay devient une simple annexe de Saint-Symphorien. Elle est purement et simplement incorporée à ce dernier au moment de la création des communes en 1790. Grâce à la ténacité de ses habitants, son autonomie lui sera rendue en 1873.
Les anciens remparts de la ville ont été détruits au début du XIXe siècle. On peut suivre leur trace en empruntant la voie circulaire qui ceinture le bourg. Il en reste quelques vestiges dont la tour de la Prébende, dite « Tour de Beurre ».

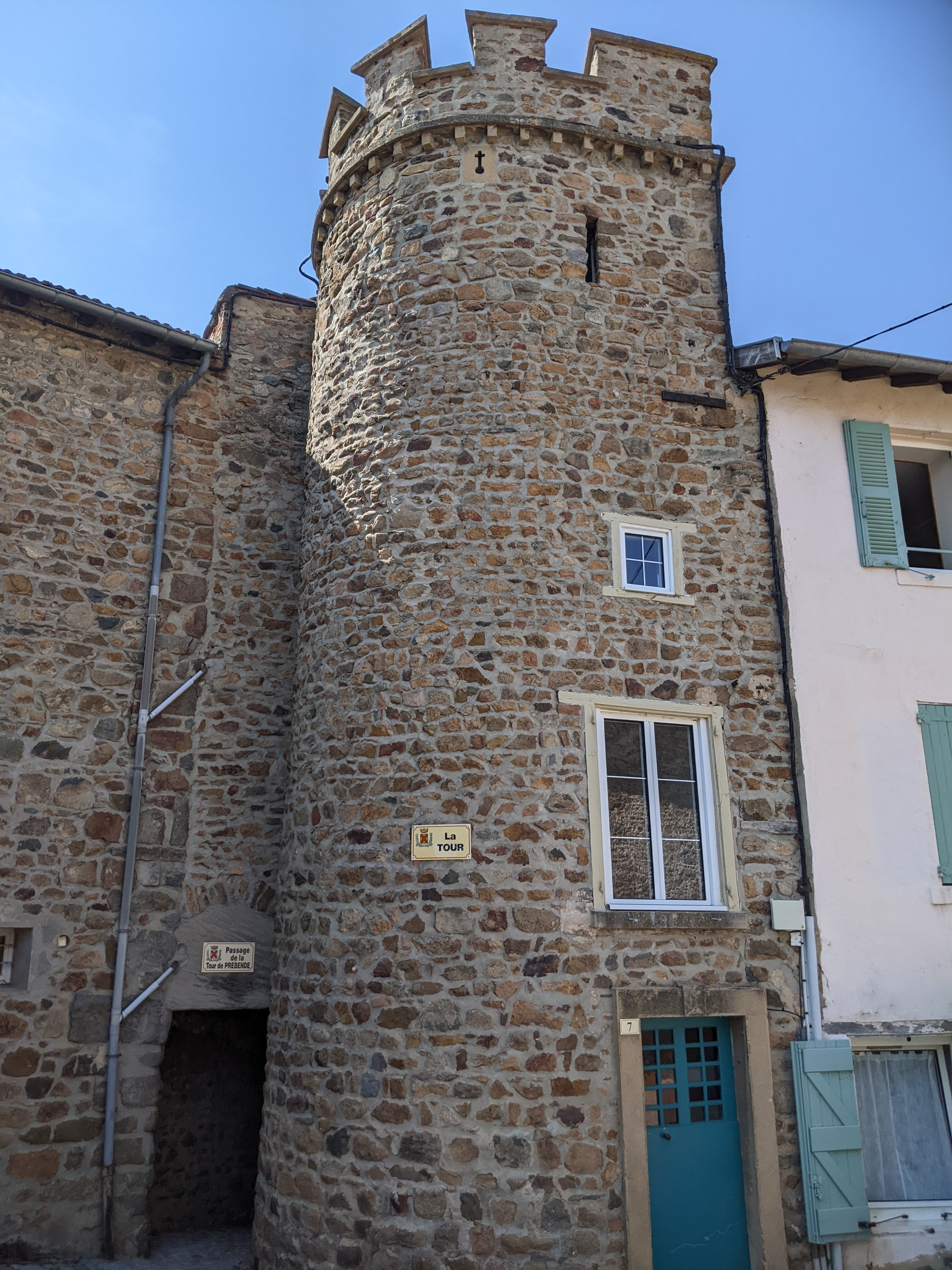
Tour de Beurre.
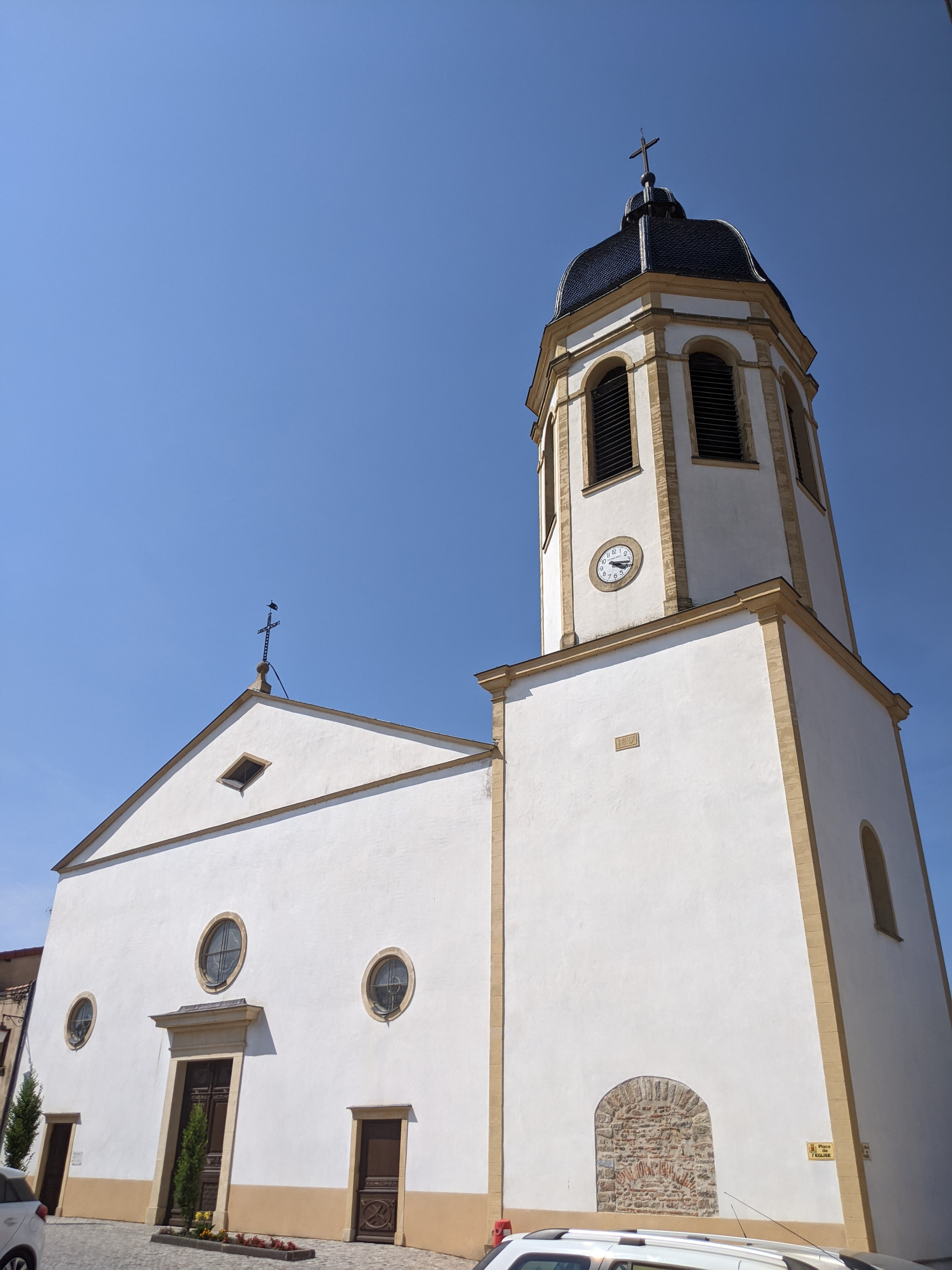
Façade sud de l'église.
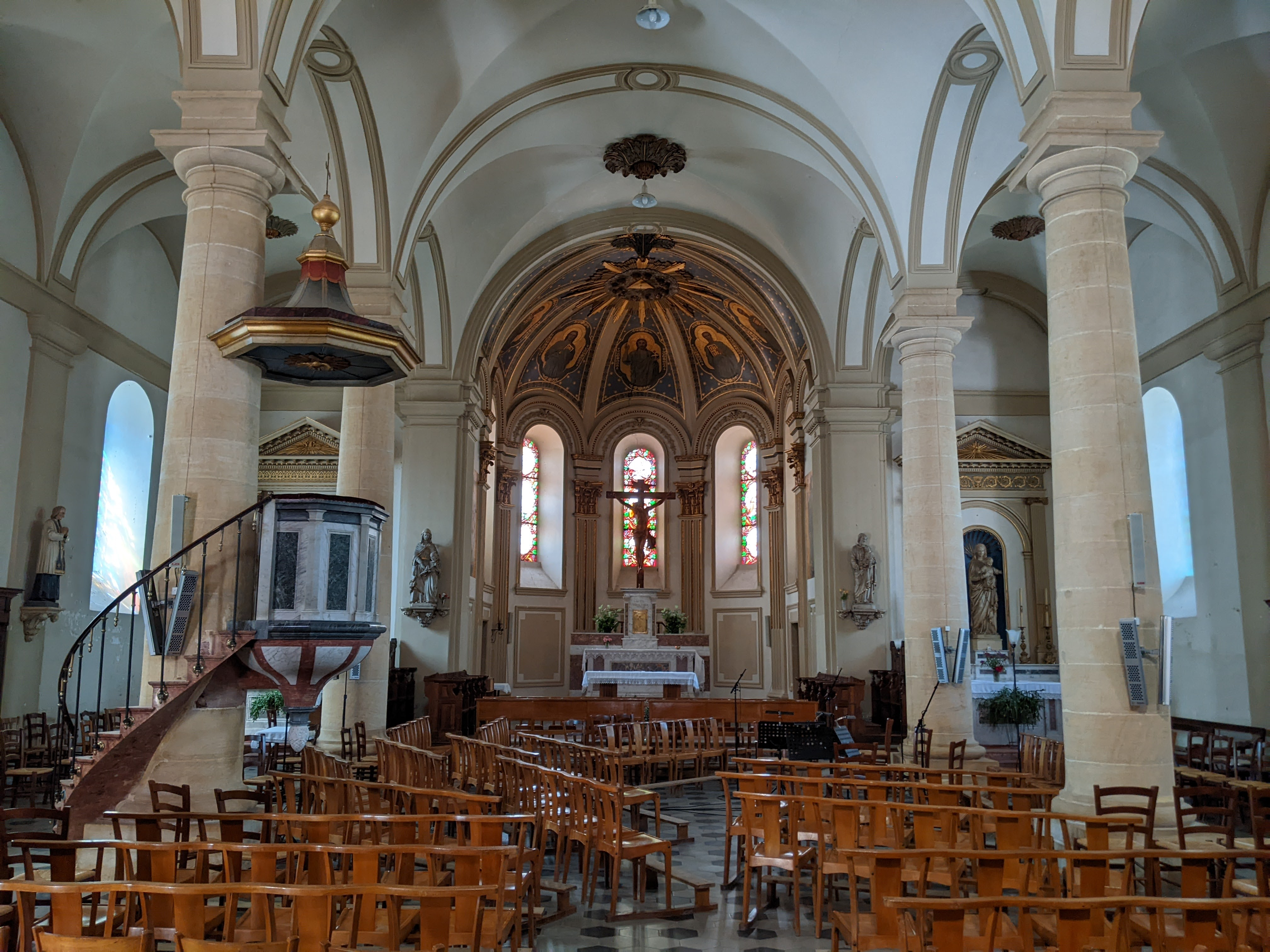
Vue intérieure de l’église.

## Politique et administration

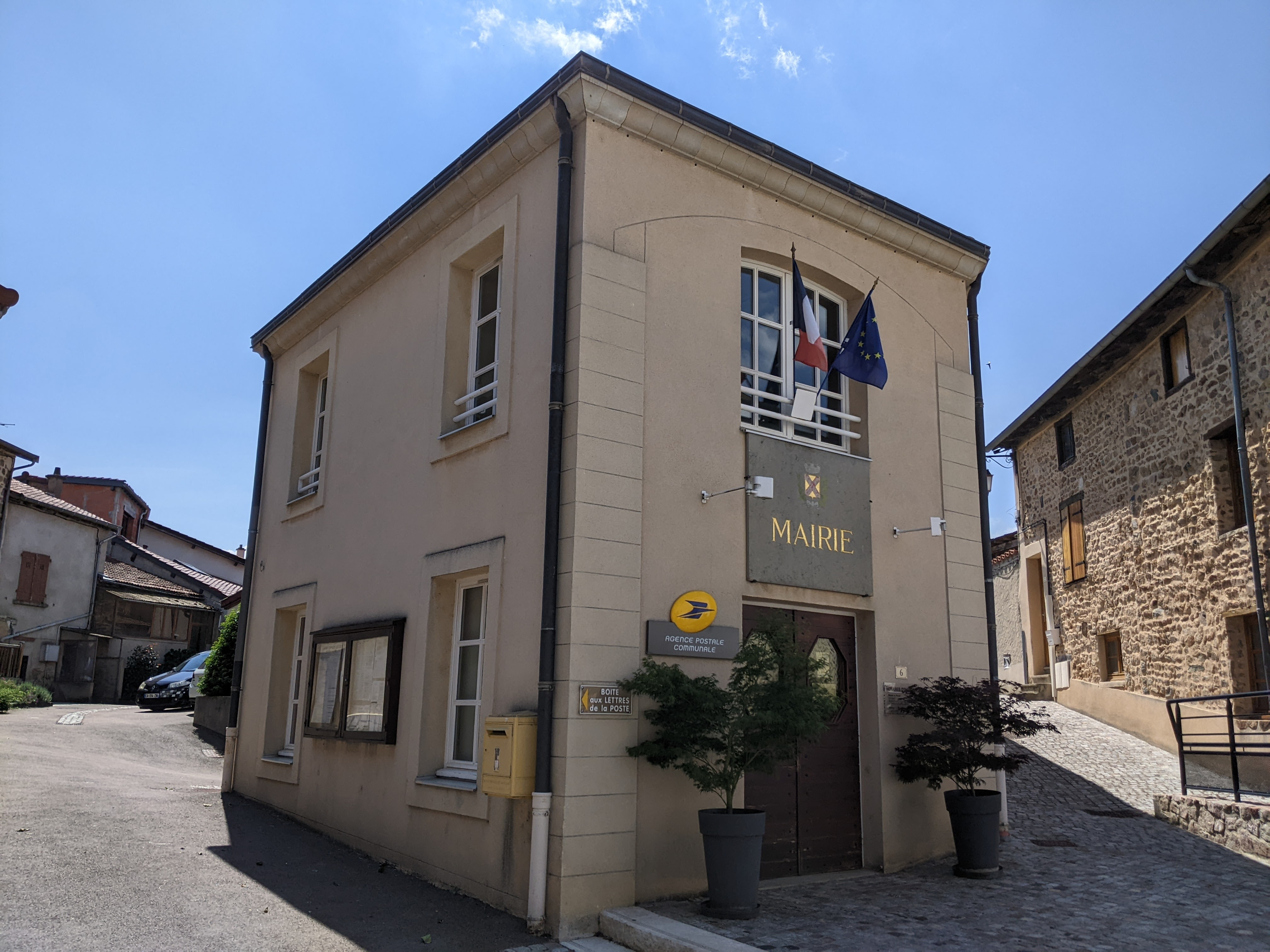
Mairie.

| Période                                  | Période   | Identité           | Étiquette | Qualité |
| ---------------------------------------- | --------- | ------------------ | --------- | ------- |
| Les données manquantes sont à compléter. |           |                    |           |         |
| avant 1981                               | ?         | Amaury de Couespel |           |         |
|                                          | mars 2014 | Michel Depierre    |           |         |
| mars 2014                                | En cours  | Jean-Marc Giraud   |           |         |

## Démographie
L'évolution du nombre d'habitants est connue à travers les recensements de la population effectués dans la commune depuis 1876. Pour les communes de moins de 10 000 habitants, une enquête de recensement portant sur toute la population est réalisée tous les cinq ans, les populations de référence des années intermédiaires étant quant à elles estimées par interpolation ou extrapolation. Pour la commune, le premier recensement exhaustif entrant dans le cadre du nouveau dispositif a été réalisé en 2008.

En 2022, la commune comptait 764 habitants, en évolution de +2,96 % par rapport à 2016 (Loire : +1,32 %, France hors Mayotte : +2,11 %).
| 1876  | 1881  | 1886  | 1891  | 1896  | 1901 | 1906 | 1911 | 1921 |
| ----- | ----- | ----- | ----- | ----- | ---- | ---- | ---- | ---- |
| 1 356 | 1 211 | 1 036 | 1 004 | 1 027 | 971  | 950  | 936  | 779  |

| 1926 | 1931 | 1936 | 1946 | 1954 | 1962 | 1968 | 1975 | 1982 |
| ---- | ---- | ---- | ---- | ---- | ---- | ---- | ---- | ---- |
| 792  | 748  | 694  | 644  | 654  | 597  | 644  | 616  | 616  |

| 1990 | 1999 | 2006 | 2008 | 2013 | 2018 | 2022 | - | - |
| ---- | ---- | ---- | ---- | ---- | ---- | ---- | - | - |
| 687  | 648  | 689  | 700  | 722  | 748  | 764  | - | - |

## Culture locale et patrimoine

### Lieux et monuments
- Église Saint-Clair-et-Saint-Héand de Lay.

#### Château de la Verpillère

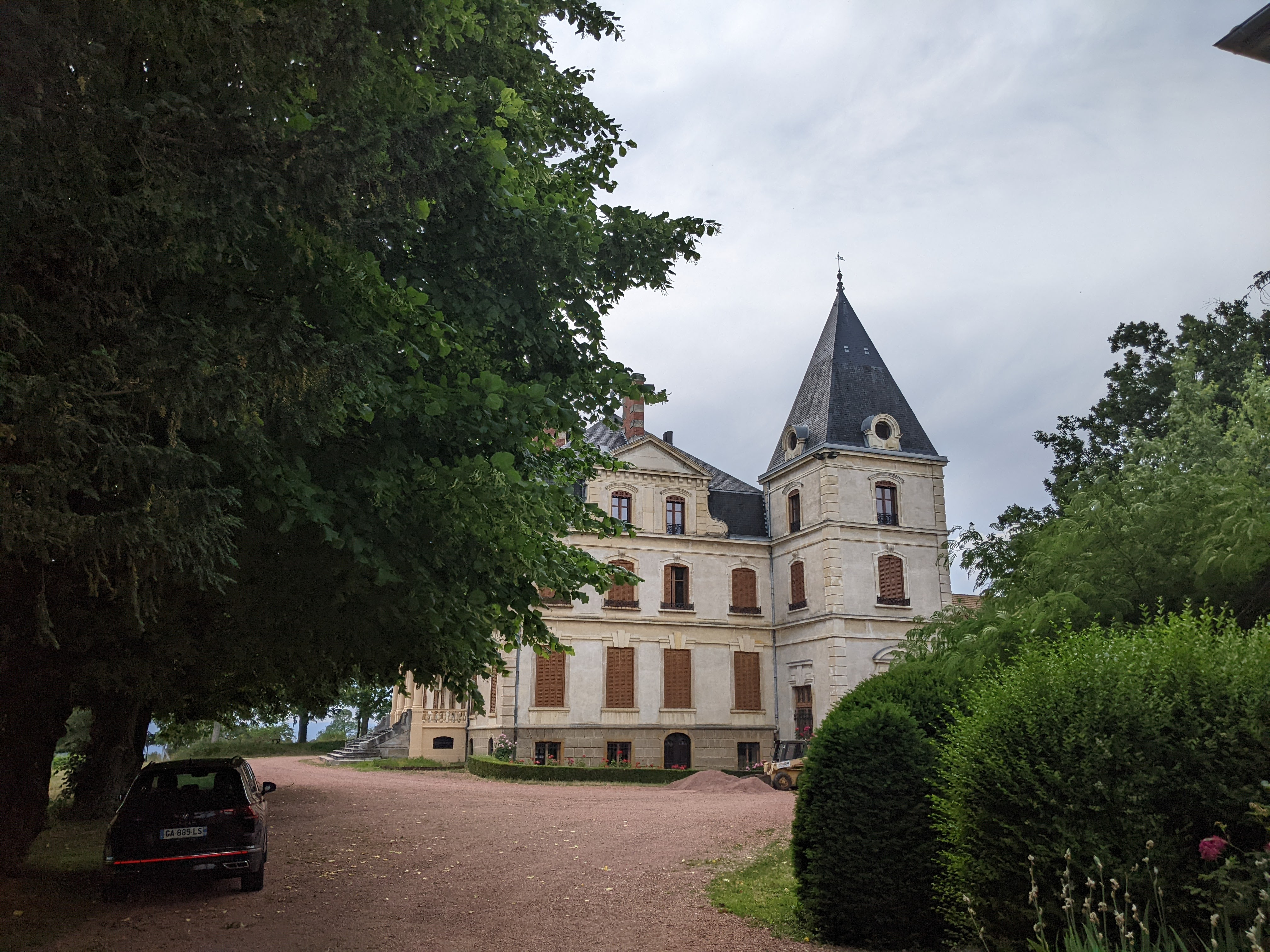
Château de la Verpillière

Situé à peu de distance de l'entrée du village en venant de Saint-Symphorien, c'est aujourd'hui une belle et vaste résidence.
Au Moyen Âge, ce n'était qu'une maison forte sans droit de justice. On trouve sa trace en 1400 quand elle passe à la famille de Thélis, puis en 1551 quand la veuve du seigneur de la Verpillère rend hommage pour un fief qui comprenait une maison forte « avec cours, granges, prés, terres, bois, étangs, colombiers et garennes ».
Au début du XVIIIe siècle, la terre de la Verpillère est la propriété de la famille Presle, échevins de Lyon qui la vend en 1726 à Jacques le Clerc du Fresne, un personnage important de son temps. Il profita de ses relations avec le duc Louis-Philippe d'Orléans qui avait été régent du royaume pendant la minorité de Louis XV pour obtenir en 1738 le droit de haute, moyenne et basse justice pour le fief de la Verpillère, par désunion de ceux de la châtellenie de Lay. Le château fut alors restauré et agrandi, et la vie y fut plus intense avec des fêtes brillantes données notamment par son fils Charles-Jacques qui, en sa qualité de prévôt des marchands de Lyon, il y invitait ses nombreuses relations.

##### L'affaire de Saint Symphorien
C'est près de ce château en mars 1814 qu'une troupe d'une cinquantaine de volontaires venus de Roanne surprirent un bataillon autrichien, lui tuèrent quelques hommes et firent prisonniers six hussards qu'ils ramenèrent à Roanne. C'est pour commémorer ce fait d'armes que la ville de Roanne a élevé le monument qui se trouve actuellement sur la place de son hôtel de ville.

#### Chapelle Notre-Dame

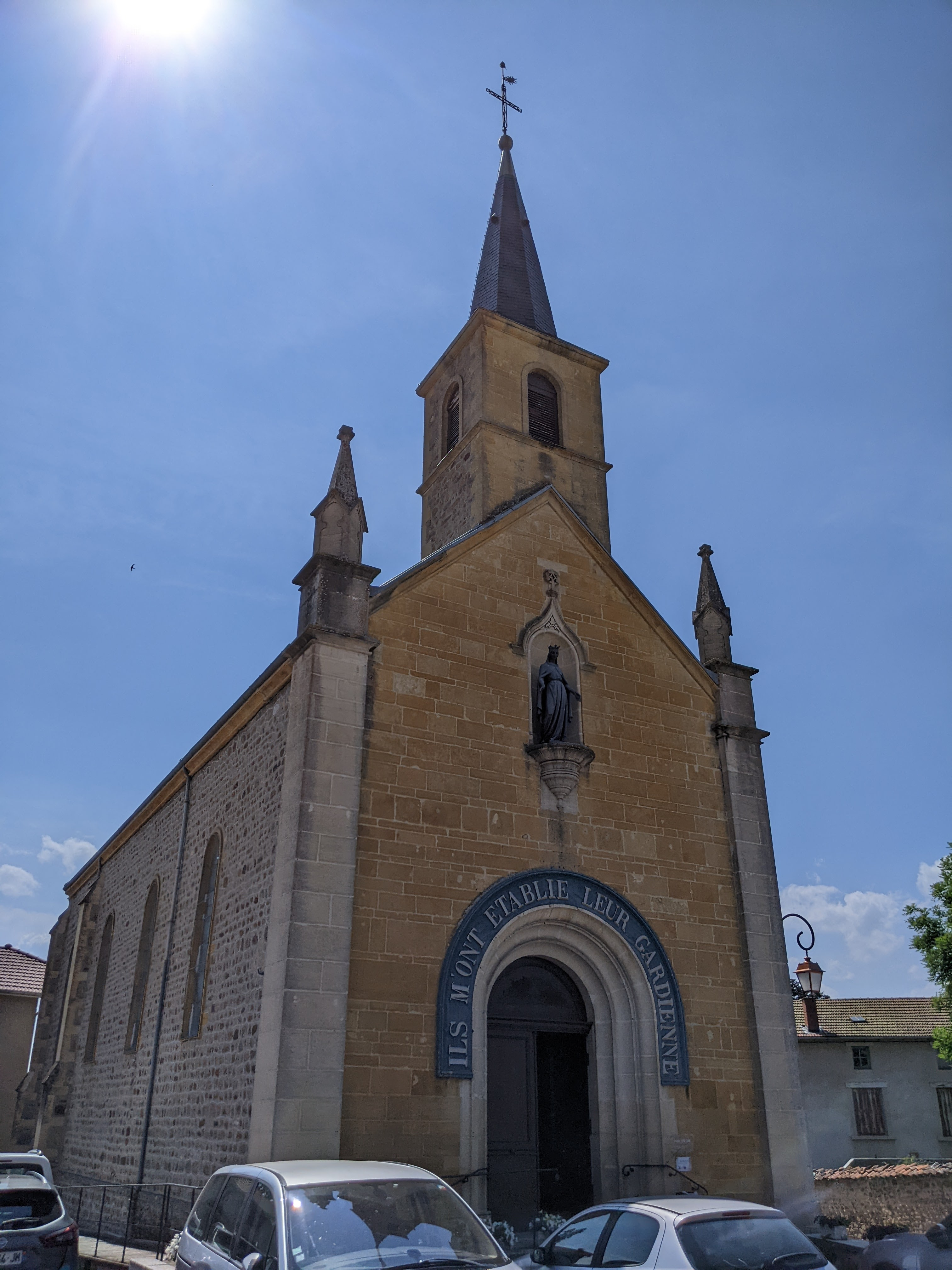
Chapelle Notre-Dame.

Construite de 1838 à 1842, elle est à l'origine depuis 1855 d'une fête quinquennale en souvenir de l'inauguration de la statue de la Vierge qui orne sa façade.
Au début de la monarchie de Juillet, il ne restait qu’un amas de ruines de l’église Saint-Nicolas. 
Une famille bienfaisante décida sa reconstruction. En 1838, la reconstruction s’engagea sous la direction de l’architecte Boisson. Le nouvel édifice fut dédié à la Vierge de septembre. La tradition consacrait, à Lay, une piété particulière à la nativité de la Vierge.
La chapelle est inaugurée le 28 novembre 1838. Elle possédait une niche sur sa face, destinée à recevoir une statue de la Vierge. Le 28 mai 1854 a lieu la bénédiction de la statue de la Vierge. Cet événement fut précédé d’une mission préparatoire de trois semaines. Cette statue, œuvre du sculpteur Guerpillon, a été installée grâce à la générosité de Louis Desvernay. La bénédiction eut lieu en présence d’un clergé nombreux et d’une foule innombrable et particulièrement recueillie. Le souvenir de cette journée fut si grand que, dès 1855, on décida de renouveler une fête commémorative tous les cinq ans : la quinquennale était instituée. Sans discontinuer, à l’exception de l’année 1940, elle rassembla jusqu’à 10 000 pèlerins venus des villages environnants.

##### Le culte marial à Lay

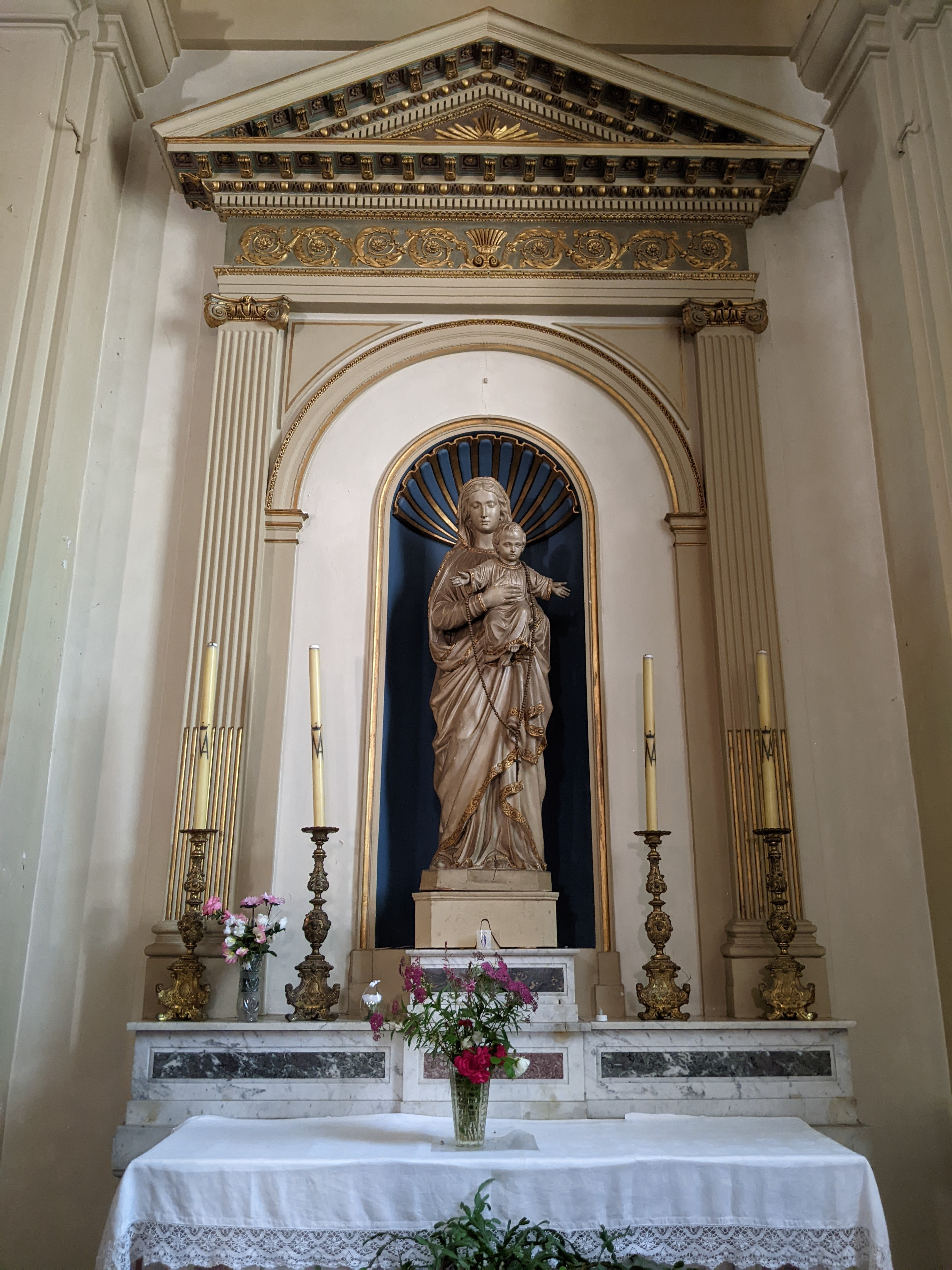
Autel dédié à Notre-Dame de Lay, dans l'église

Déjà au XIVe siècle, Lay possédait une chapelle dédiée à Marie. Elle faisait partie d’un hôpital créé en 1428 par Gérard de Cucurieux pour y accueillir les vagabonds, les diseurs de bonne aventure et les manants attirés par la prospérité de la ville. Cet hôpital était à la place de la chapelle Notre-Dame, le faubourg de Lay à l’époque. Détruite par les guerres de religion, la chapelle fut ensuite remplacée par une église dédiée à Saint-Nicolas. En 1614, le procès-verbal de la visite pastorale de l’archevêque de Lyon mentionne qu’en l’église Saint-Nicolas il n’y a aucun service religieux ; le curé de Saint-Symphorien dont dépendait Lay fait célébrer la messe le jour de la nativité de Marie (le 8 septembre). On y décrit une exceptionnelle ferveur mariale de la part des habitants de Lay.

#### La Compagnie française des Crayons
A quelques kilomètres de son berceau historique (Régny - 1856), la Compagnie française des Crayons a choisi le village de Lay pour s'installer en 1986. À l'origine de la fabrication : Nicolas-Jacques Conté qui a inventé ce "bâtonnet pour écrire glissé dans un étui de bois". L'entreprise continue aujourd'hui de perpétuer la tradition et le savoir faire historique en fabriquant des crayons beaux arts, publicitaires et professionnel selon la même méthode qu'autrefois.

### Événements et manifestations

#### La fête quinquennale à Lay
Une tradition plus que centenaire.

### Personnalités liées à la commune
- Jenny Berger-Désoras (1779-1858), artiste peintre, née à Lay.

### Héraldique
|  | Les armoiries de Lay se blasonnent ainsi : D'or au sautoir de gueules. |